# قاعة مشاهير كاليفورنيا

تكرم قاعة مشاهير كاليفورنيا (بالإنجليزية: California Hall of Fame)‏ الأفراد والعائلات الذين يجسدون روح الابتكار في كاليفورنيا والذين تركوا بصماتهم في التاريخ. توجد القاعة ومعروضاتها في متحف كاليفورنيا في ساكرامنتو.